# Політ птаха
«Політ птаха» (рос. «Полёт птицы») — радянський двосерійний художній фільм 1988 року, знятий режисером Володимиром Григор'євим на кіностудії «Ленфільм» за повістю Є. Габриловича «Хустина на стіні».

## Сюжет
Тридцяті роки. Приїхавши з провінційного міста до Москви, Льока Храпова стала поступати на юридичний факультет, як хотіла її мати, але поступила на акторський. Під час навчання вона захопилася «звіздарем» і сластолюбцем з обсерваторії, але вийшла заміж за мовчазного та надійного оператора-документаліста. Два рази Льока йшла від чоловіка і, обпалюючись на своїх помилках, поверталася. Але одного разу не повернулася.

## У ролях
- Олена Яковлєва — Льока Храпова Лека в молодості
- Аліна Ольхова — Льока Храпова у віці
- Родіон Нахапетов — Гліб, оператор-документаліст
- Автанділ Махарадзе — Андрій Андрійович, астрофізик
- Олег Єфремов — Сторожков Павло Архипович, директор танкового заводу
- Юрій Богатирьов — Розлогов Владислав, поет
- Всеволод Шиловський — Тархунський Сергій, режисер «нової хвилі»
- Віктор Харитонов — Радзійович Павло Тимофійович, режисер
- Сергій Кошонін — Боря, астроном
- Сергій Бехтерєв — Соломон Борисович
- Зінаїда Шарко — Іраїда Степанівна, мати Льоки
- Віктор Смирнов — Петро Свєстоструєв, колишній селянин
- Юрій Платонов — директор клубу кінопрацівників
- Юрій Соловйов — лікар
- Л. Алексєєва — епізод
- В. Брокш — епізод
- Валентин Букін — артист
- Олександр Векслін — епізод
- Віктор Вєсьолкін — епізод
- Євген Глущевський — епізод
- Нора Грякалова — нова секретарка Сторожкова
- В. Євстифєєв — епізод
- А. Ігошин — епізод
- Андрій Краско — епізод
- Надія Карпеченко — епізод
- В. Кредитнова — епізод
- Тамара Колесникова — сусідка
- Людмила Ксенофонтова — сусідка
- Олексій Криченков — артист «Гітлер»
- І. Лезгішвілі — епізод
- Костянтин Лукашов — епізод
- В'ячеслав Матухін — епізод
- Надія Михайлова — епізод
- Людмила Молокова — епізод
- Володимир Максимов — епізод
- Юрій Оленніков — редактор видавництва «Молода поезія»
- Поліна Петренко — епізод
- І. Павлов — епізод
- Сергій Поповський — епізод
- Тетяна Кнат — епізод
- Олена Слатіна — епізод
- Галина Сабурова — епізод
- Жанна Сухопольська — Попова
- Людмила Старицина — епізод
- Тетяна Тарасова — епізод
- Валерій Трошин — епізод
- Любов Тищенко — робоча біля вагона
- Є. Усицкова — епізод
- Марина Юрасова — робоча
- Юрій Фінякін — епізод

## Знімальна група
- Режисер-постановник і сценарист — Володимир Григор'єв
- Оператори-постановники — Микола Покопцев, Олег Плаксін
- Композитор — Віктор Кісін
- Художник-постановник — Валерій Юркевич